# Iperf
Iperf – narzędzie do pomiaru wydajności łącza zazwyczaj wewnątrz sieci LAN i przepustowości TCP oraz UDP. Funkcjonuje w środowisku systemów operacyjnych Microsoft Windows oraz Linux.